# EMD GP38
A EMD GP38 egy amerikai Bo'Bo' tengelyelrendezésű dízelmozdony-sorozat. Az Amtrak üzemelteti. Összesen 706 db készült belőle 1966 január és 1971 december között, 700 db az USA vasúttársaságaihoz került, 6 db pedig Mexikóba.